# کریستین لنز
کریستین لنز (انگلیسی: Christian Lenze؛ زادهٔ ۲۶ آوریل ۱۹۷۷) بازیکن فوتبال اهل آلمان است.
از باشگاه‌هایی که در آن بازی کرده‌است می‌توان به باشگاه فوتبال ماگدبورگ ۱، باشگاه فوتبال آینتراخت فرانکفورت، باشگاه فوتبال ارتسگبیرگ آئو، باشگاه فوتبال آینتراخت برانشوایگ، و باشگاه فوتبال اسنابروک اشاره کرد.